# Stewart Wallace
Stewart Wallace (* 21. November 1960 in Philadelphia) ist ein US-amerikanischer Komponist.

## Leben
Stewart Wallace wurde in Philadelphia geboren und wuchs in Texas auf. Als Jugendlicher spielte er in einer Rock-’n’-Roll-Band und sang als Kantor in der Synagoge. Als Abschlussarbeit seines Studiums an der University of Texas in Austin schrieb er seine erste Oper, obgleich er Literatur und Philosophie und nicht Musik studierte. Im Alter von 28 Jahren wurde sein erstes wichtiges Werk Where's Dick? an der Houston Grand Opera erstaufgeführt – außerdem begann zu dieser Zeit seine Zusammenarbeit mit dem Librettisten Michael Korie. Inzwischen schrieb Wallace zahlreiche Kompositionen in vielen verschiedenen Gattungen, die weltweit zur Aufführung gebracht werden.

## Leistungen
Mit seiner fünften abendfüllenden Oper Harvey Milk über den amerikanischen Bürgerrechtler der Schwulen- und Lesbenbewegung (ebenfalls geschrieben auf ein Libretto von Michael Korie) machte Wallace international auf sich aufmerksam. Das Werk wurde von der Houston Grand Opera, der New York City Opera und der San Francisco Opera in Auftrag gegeben und im Januar 1995 in Houston uraufgeführt (Regie: Christopher Alden). Diese Produktion wurde anschließend auch in New York und San Francisco gezeigt, bevor sie im Februar 1996 eine Neuinszenierung am Theater Dortmund erlebte. Die Oper wurde mit dem Ensemble der San Francisco Opera unter Leitung von Donald Runnicles auch eingespielt.

## Werke

### Opern
- The Bonesetter's Daughter nach Amy Tan, Prolog und 2 Akte (Libretto: Amy Tan und Michael Korie), San Francisco Opera, September 2008
- Harvey Milk, 3 Akte (Libretto: Michael Korie), Houston Grand Opera, Januar 1995
- Hopper's Wife, Oper in 5 Szenen (Libretto: Michael Korie), Long Beach Opera, Juni 1997
- Supermax (Libretto: Michael Korie), März 1999
- Where's Dick?, 2 Akte (Libretto: Michael Korie), Houston Grand Opera, Mai 1989
- Yiddisher Teddy Bears (Libretto: Richard Foreman), Juli 2001

### Ballette
- Kabbalah, Tanzoper in 7 Sätzen (Libretto: Michael Korie), November 1989
- Peter Pan

### Orchesterwerke
- Book of Five
- Gorilla in a Cage
- Kaddish for Harvey Milk
- Skvera für Elektrische Gitarre und Orchester

### Kammermusik
- The Cheese and the Worms
- Irving in Indonesia
- Hat Trunk
- Sh'ma
- Slap Your Neighbor's Face
- Sweet Nightmares
- Three Complaints